# Фрідріх Шлегель
Карл Вільгельм Фрідріх фон Шлегель (нім. Friedrich Schlegel; 10 березня 1772, Ганновер — 11 січень 1829, Дрезден) — німецький письменник, поет, критик, філософ, лінгвіст. Він і його старший брат Август Вільгельм Шлегель були головними теоретиками Єнського романтизму.

## Життєпис
Фрідріх Шлегель народився в сім'ї пастора Йоганна Адольфа Шлегеля. За бажанням батьків готувався спочатку до торгової діяльності, потім в Лейпцигу вивчав право, нарешті взявся за вивчення філології разом з братом в Геттінгені. Головним предметом його зацікавлень були давні мови і література. Після закінчення курсу в університеті він оселився в Дрездені й попервах продовжував займатися старожитностями.
Захоплюючись творами Вінкельмана, який пояснив красу і значення грецького мистецтва і виклав у науковій формі її історію, він задумав зробити те ж саме для грецької поезії. У листопадовій книжці «Берлінського щомісячного журналу» за 1794 року він помістив статтю «Про школи грецької поезії», в якій ділив історію грецької поезії на 4 епохи: іонічну, коли переважав епос і панувало почуття природи, доричну — з переважанням лірики, що було переходом від натури до ідеалу, аттичну, коли ідеал був досягнутий у трагедії, та александрійську — епоху занепаду. Тут вперше Шлегель проявив свою здатність до влучних і яскравих характеристик.
У другій статті, надрукованій в тому самому журналі: «Про естетичні чесноти грецької комедії», він розбирає комедії Арістофана з історико-філологічного погляду. У наступній статті «Про межі прекрасного» він говорить про елементи прекрасного, спираючись на листи Шиллера про естетику.
Потім з'явилися його статті про комедії Арістофана і про становище і гідність грецької жінки. Стаття про те, як зображували грецьку натуру грецькі поети, має значення лише як підготовча робота до статті «Про Діотіми», що представляє характеристику грецьких жінок, наповнену перебільшеними похвалами грецьким поглядам на жінку х ідеалізацією гетер і випадами проти хибної соромливості сучасних жінок. Всі ці статті, незважаючи на необачність деяких суджень, мали ту заслугу, що розглядали мистецтво і поезію греків у зв'язку з їхніми життям та звичаями.
Вивчаючи старовину, Шлегель постійно звертався поглядом і до сучасності. Він виступав, наприклад, за те, щоб надати німецькій поезії такої ж досконалості, яку він знаходив у грецькій. Тому він наполягав на необхідності ґрунтовного і глибокого вивчення давньої поезії. Стаття «Про вивчення грецької поезії» (1796 рік) починається з різких випадів проти нової поезії, зокрема через те, що вона, на противагу давній, має штучне походження; тоді як грецька поезія, особливо трагедії Софокла, досягла на ґрунті натуралізму вищої волі, краси, об'єктивності та ідеальності. Історія грецької поезії є натуральною історією загальної поезії. Звідси природний висновок: щоб досягти досконалості грецької поезії, потрібно наслідувати грекам, але вміло, відрізняючи об'єктивне від домішок місцевого колориту.